# Hibiscus brennanii
Hibiscus brennanii är en malvaväxtart som beskrevs av L.A. Craven och P.A. Fryxell. Hibiscus brennanii ingår i Hibiskussläktet som ingår i familjen malvaväxter. Inga underarter finns listade i Catalogue of Life.